# Rhipidia (Rhipidia) subproctigerica
Rhipidia (Rhipidia) subproctigerica is een tweevleugelige uit de familie steltmuggen (Limoniidae). De soort komt voor in het Neotropisch gebied.